# エドモントン国際空港
エドモントン国際空港（エドモントンこくさいくうこう、英: Edmonton International Airport，仏: Aéroport international d'Edmonton）はカナダのアルバータ州エドモントン郊外にある空港。州内でカルガリー国際空港に次いで2番目に利用者が多い。カナダ全体では5番目である。
エドモントン市における主要な旅客および航空貨物を扱う施設であり、アルバータ州北部とカナダの北部地域のハブ空港でもある。運営はエドモントン空港公団が行っている。

## 概要
元々1960年に建設された、この空港は350万カナダドルをかけて1996年から2004年に修繕・拡張を行った。それにより、新しいターミナル、多階層式の駐車場、セントラルホール、コミューター施設及び航空機のエプロンの面積が2倍になった。将来の整備計画ではターミナルの中にホテルの建設、駐車場の拡張及びターミナルの修繕が含まれている。
航空会社や利用クラスに関わらず有料で利用できるラウンジ（Plaza Premium Lounge）も設けられている。

## 就航路線
| 航空会社                     | 就航地 |
| ---------------------------- | --- |
| エア・カナダ                 | トロント、カルガリー、バンクーバー、サンフランシスコ、モントリオール、イエローナイフ |
| ウエストジェット航空         | ビクトリア、カルガリー、フォートマッケイ、フォートマクマレー、コモックス、トロント、ケロウナ、バンクーバー、トロント、ウィニペグ、ハリファックス、レジャイナ、イエローナイフ、サスカトゥーン、ラスベガス、グランド・プレーリー |
| スウープ航空                 | ロンドン（ロンドン）、ラスベガス、ハリファックス、アボッツフォード、トロント、ハミルトン、ビクトリア、ケロウナ、オタワ |
| フレア航空                   | バーバンク、サンフランシスコ、バンクーバー、ケロウナ、ビクトリア、オタワ |
| ノースウェスタン・エア       | フォート・チップワイアン |
| セントラル・マウンテン・エア | プリンス・ジョージ、イヌヴィーク、イエローナイフ、ノーマン・ウェルズ |
| ユナイテッド航空             | デンバー |

## 空港へのアクセス
- LRTセンチュリーパーク駅まで市バス747系統が30～60分間隔で運行されている。特殊運賃制で2021年現在片道5カナダドル。
- エドモントン中心部（ダウンタウン・アルバータ大学方面）およびウエストエドモントンモール方面へ、スカイシャトル（空港バス）が運行されている。スカイシャトルの案内所は空港到着ロビー内にある。